# صفصاف أرجواني
الصفصاف الأرجواني  (باللاتينية: Salix purpurea) جنس الصفصاف من الفصيلة الصفصافية (باللاتينية: Salicaceae).
تصغير

## البيئة والانتشار
ينتشر في المغرب العربي وتركيا والبلقان ومعظم مناطق أوروبا. ينمو على أطراف النيل ويعتبر غذاء جيد للإبل وكثيرة في السودان.